# 영화 검열

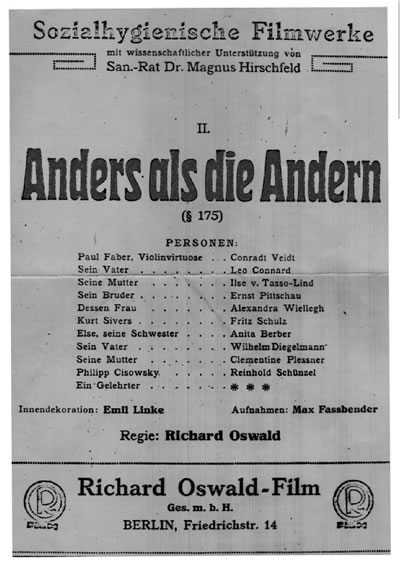
Anders als die Andern 은 동성애 주제로 인해 독일에서 가장 주목할만한 금지 영화 중 하나이다.

영화 검열은 특정 프레임이나 장면을 제외하거나 영화 전체를 전면 금지함으로써 영화를 검열하는 것이다. 영화 검열은 일반적으로 영화 내용에 대한 정치적 또는 도덕적 반대의 결과로 발생한다. 검열의 대상이 되는 논란이 많은 내용에는 그래픽 폭력, 성적 상황 또는 인종적 주제의 묘사가 포함된다. 검열 기준은 국가마다 매우 다르며 시간이 지남에 따라 개별 국가 내에서 다를 수 있다.

## 평가 시스템
영화 등급 제도는 성, 폭력, 약물 남용, 비속어, 뻔뻔함 또는 다른 유형의 음란한 내용과 같은 문제에 대해 관객의 적합성과 관련하여 영화를 분류하기 위해 지정된다. 특정한 발급된 등급은 인증서, 분류, 인증서라고 부를 수 있다.

## 국가별

### 호주
이전에 영화 및 문학 분류국(OFLC)으로 알려진 호주 분류 위원회(ACB)는 영연방 분류법 1995를 국가 내 대부분의 검열에 대한 지침으로 사용한다. 그러나 각 주와 지역은 자유롭게 추가 법안을 만들 수 있다 (호주의 검열 참조). 호주의 역사와 특정 영화에 대한 다작의 "분류 거부"(다른 나라에서 금지하는 것과 다름없는)를 고려할 때 많은 사람들은 호주가 모든 서구 민주주의 국가의 영화 등급에 가장 제한적이라고 생각한다.
실제로 영화는 영화관에서 상영되거나 DVD로 출시되는 것을 방지하고 검토되기 전에 짧은 영화 상영 시간을 가진다. 이것은 포괄적인 목록이 아니다. 이전에 금지되었던 많은 영화들은 여기에 언급되지 않았다(그러나 일부는 그 이후로 DVD로 잘리지 않고 출시되었다). 또한 너무 지나쳐서 X18+ 범주로 출시하기에는 너무 많다고 여겨지는 수많은 포르노 영화는 포함되지 않았으며, 이 영화들은 ACB에 의해 분류가 거부되었다.

### 브라질
독재 시절(1964~1988)
1964년부터 1988년까지 지속된 브라질의 독재 기간 동안, 몇몇 영화들이 1968년부터 5536년까지 연방법에 따라 금지되었다. 몇 년 동안, 독재 기간 동안, 영화 검열에 관한 모든 문서를 찾아서 출판하는 프로젝트가 개발되었다. "브라질 영화관의 검열 기억" 프로젝트는 2005년에 독재 기간 동안 175편의 금지된 영화에 관한 문서 6천 개를 공개했다. 그리고 마침내, 2007년에 그들은 그 당시 금지된 마지막 269편의 문서를 공개했다.
민주화 이후(1988~)
- 1993: 시민 케인 너머 :

"2009년 8월 20일, 폴랴 데 상파울루 신문은 레데 레코드가 엘리스로부터 2만 달러 미만으로 다큐멘터리의 방영권을 샀다고 보도했다
"2011년 2월 14일, 신문 조르날 도 브라질(Jornal do Brasil)은 레데 레코드가 아직 특정되지 않은 날짜에 이 다큐멘터리를 2011년에 방송할 것이라고 보도했다."
- 1976: 디 카발칸티 :

디 카발칸티에 관한 이 영화(단편)는 1979년 디 카발칸티의 딸 엘리자베스에 의해 공개된 소송으로 인해 금지되었다. 이 영화는 브라질 화가 디 카발칸티의 장례식과 장례식을 기록했다. 1979년부터 그의 딸 엘리자베스의 요청에 따라 종교적 사상과 결부된 정서적인 이유로 1983년에 확정된 예비 가처분 신청을 통해 그것을 보여줄 수 없었다. 1985년, 변호사 펠리페 팔콘은 문화적인 이유로 국가가 이 영화를 처분할 것을 제안함으로써 디와 글라우버의 상속자들에게 불리한 판결을 개혁하기 위한 조치를 취했다. 하지만 해결책이 보이지 않는 상황에서, 디 글라우버는 봉인된 상자에 담겨 있어야 한다. 2004년: 모든 것에도 불구하고 글라우버 로카의 조카인 주앙 로카(Thuth Profane 감독)는 브라질 밖의 제공자들의 비디오에 복사본을 넣었다. 인터넷 사용자들은 무료로 영화를 다운로드할 수 있으며, 디지털 시대의 영화 검열이 소용 없음을 증명한다.
- 2011: 세르비아 영화 :

세르비아 영화가 2011년 8월 5일 브라질에서 개봉되었다. 예외는 리우데자네이루 사유지인데, 이 곳은 소아성애 장면이 어린이를 보호하는 브라질 헌법(Estatuto da Criança e do Televercente)을 침해한다고 주장하는 민주당 정당이 제기한 소송으로 인해 금지되었다. 이 사건은 2012년에 뒤집혔다.

### 칠레
1974년, 아우구스토 피노체트 장군의 독재 기간 (1973–1990) 동안, 영화 검열 법령이 영화의 금지를 허용했다. 칠레에 영화 검열이 존재했던 몇 년 동안, 1,092개의 영화가 금지되었다. 칠레의 영화 검열 시스템은 유나이티드 인터내셔널 픽처스가 "그리스도의 마지막 유혹"에 등급을 매길 것을 요청한 후, 1996년 11월까지 크게 변하지 않았다. 그러나, 한 극단적으로 보수적인 종교 단체가 그 결정을 뒤집기 위한 금지 가처분을 제기했고 1997년 6월 대법원은 그 영화를 금지했다. 1997년 9월, 한 시민 자유 단체는 그 사건을 미주 인권 위원회로 가져갔다. 2001년 2월, 미주 인권 재판소는 칠레가 미국 인권 협약을 위반했고 그 영화에 대한 금지를 해제하고 그 협약을 준수하기 위한 법률을 수정해야 한다고 판결했다. 2001년 8월, 헌법 개혁은 영화 검열을 제거했고 그 영화는 비디오 가게에 등장했다. 2003년 1월, 새로운 영화 등급법이 발표되었고 그 영화는 "18세 이상" 등급을 받았다. 그 영화는 2003년 3월 13일 산티아고의 한 극장에서 초연되었다.

### 중국
중국 본토에서, 종종 정치적인 이유로 영화 검열이 만연하다. 중국 본토의 영화는 영화가 개봉되는지, 언제, 어떻게 개봉되는지를 지시하는 중국어: 国家新闻出版广电总局(SAPRFT)에 의해 검토된다. 2018년에, SAPRFT는 홍보부(중국어: 国家电影局) 산하의 국가영상관리국(NFA)으로 대체되었다. 국가영상관리국은 국무원(중국어: 广电总局) 산하의 NRTA와 분리되어 있다.

### 독일

#### 전쟁 전과 1차 세계 대전 중
1906년에 영화와 미디어의 검열에 대해 논의하는 첫 번째 법안이 발생했다. 이것은 미디어의 검열에 관한 기존의 법안 때문에 반발에 부딪혔다. 고등 법원은 영화 검열이 실제로 합법적이라고 생각했지만 독일의 개별 지역에 대한 지침을 제공하지 않아 지방에 불일치를 만들었다.

#### 1차 세계대전 이후
독일에서는 1918년 영화 검열이 폐지되었지만 1920년 영화법(Lichtspielgesetz)은 독일의 부정적인 이미지를 전 세계에 영속시킬 수 있는 영화를 상영하기 위해 사용되는 영화 리뷰 보드를 만들었다.

### 인도
인도에서, 영화들은 인도 정부의 정보 방송부 산하의 법정 검열과 분류 기관인 중앙 영화 인증 위원회에 의해 검열된다. 텔레비전에서 상영되는 영화들을 포함하여, 영화들은 인도에서 그것을 공개적으로 전시하기 위해 그 위원회에 의해 인증되어야 한다. CBFC는 그것의 엄격한 작동 방식 때문에 세계에서 가장 강력한 검열 위원회들 중 하나로 여겨진다.

### 이란
이란에서는 이슬람 도덕에 반하는 것으로 여겨지는 모든 영화를 전면 금지하고 있다.

### 아일랜드
아일랜드의 작은 규모 때문에 영국영화분류위원회(BBFC)가 금지한 영화들은 이렇게 적은 관객을 위한 홍보 및 배급 비용이 비싸서 아일랜드에서 개봉을 위해 제출하는 경우도 드물었다. 마찬가지로 두 영화 공급품을 분리하는 데 어려움이 있기 때문에 BBFC 컷은 DVD 발매에 남겨지는 경우가 많다.
이것은 2000년에 바뀌었다. 이 영화들 중 많은 영화들이 금지되지 않았고 PG부터 18세까지 등급이 매겨졌다. 심사 과정에서 더 이상 극장이나 비디오 개봉이 금지되지 않기로 결정되었지만 일부 금지는 여전히 시행되고 있다. 금지된 영화들은 여전히 18세 이상의 나이 제한이 있는 개인 회원들의 클럽에서 볼 수 있다.

### 이스라엘
모든 독일 영화는 1956년부터 1967년까지 금지되었다.

### 일본
일본 영화 와 일본 검열 보기

### 쿠웨이트
쿠웨이트에서는 정보부가 영화 검열에 대한 책임이 있다. 정보부는 그들이 부적절하다고 생각하는 장면을 줄일 수 있다. 정치, 성, 종교 또는 극단적인 폭력과 관련된 모든 영화는 검열될 수 있다.

### 파키스탄
파키스탄 제헌의회에 의해 제18차 헌법 개정이 공포된 후, 신드 펀자브 지방은 그들 자신의 영화 검열 위원회, 즉 펀자브 영화 검열 위원회를 설립했다. 즉, 칼리드 빈 샤힌은 현재 SBFC 의장이고 아딜 아흐메드는 신드의 영화 검열 위원회이다.

### 남아프리카
아파르트헤이트 정권 동안, 인종이 다른 커플들을 묘사하는 영화들은 금지되거나 내용상 검열되었다 - 제임스 본드의 영화인 Live and Let Die와 A View To A Kill은 남아프리카 정부에 의해 검열된 연애 장면들이 있었다. [인용 필요]
1996년 영화출판위원회, 또는 FPB가 영화출판법 아래에 설립되었다. 이 위원회는 내용 분류 및 규제 기관으로서 커뮤니케이션 장관 아래에서 운영되었다. FPB의 목적은 표면적으로 아동 포르노와 아동 학대 문제를 해결하고 영화, 음악 및 텔레비전 프로그램과 같은 대중이 소비하는 미디어에 시청률을 제공하는 것이었다. 이러한 지시에 따라 FPB의 권한은 국가 검열 중 하나로 간주될 수 있다.

### 대한민국
대한민국 정부는 인터넷 상의 정보에 대한 검열과 차단을 시행하고 있다.
인터넷영화데이터베이스에 따르면 현재 국내에서 금지된 영화는 없다.
최근 몇 년 동안, 성적인 장면들은 영화 제작자들과 미디어 평가 위원회 사이에 갈등을 일으키는 주요한 문제였다. 만일 그것들이 디지털 방식으로 흐려지지 않는다면, 머리카락과 남성 혹은 여성의 생식기는 화면에서 허용되지 않는다. 드문 경우이지만, 극심한 폭력, 외설적인 언어, 또는 마약 사용의 특정한 묘사 또한 문제가 될 수 있다. 한국은 ALL, 12, 15, 18, 그리고 Restricted의 다섯 단계의 평가 체계를 가지고 있다.

### 영국

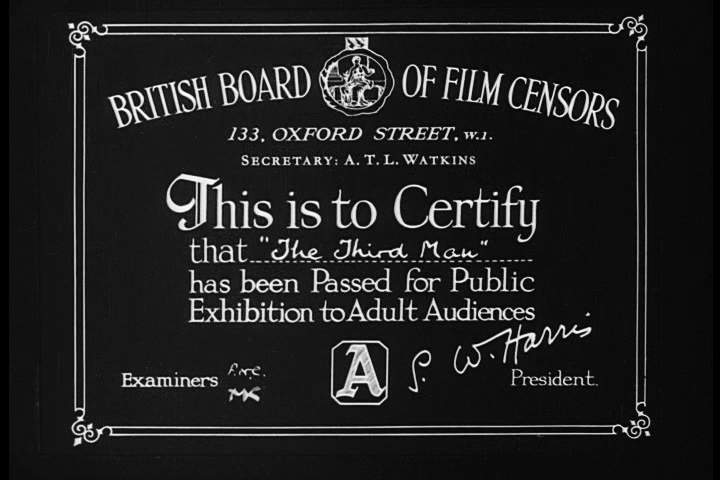
1912년 설립된 BBFC

악명 높은 비디오 고약한 목록은 음란함으로부터 보호하기 위해 1982년에 만들어졌다. 이 목록에 있는 영화는 금지되었고 해당 영화의 배급사는 기소될 수 있다 (목록이 작성되기 전에 일부 영화는 금지되었다). 이 목록은 1980년대 중반 한때 74편의 영화를 금지했다; 목록은 결국 삭제되었고 39편의 영화만 성공적으로 기소되었다. 대부분의 영화(성공적으로 기소된 39편 중에서도)는 이제 BBFC에 의해 승인되었다 (비디오 녹화법 1984 참조).

### 미국
미국에는 영화 전시를 허가하거나 제한하는 것을 담당하는 연방 기관이 없다. 영화가 금지되는 대부분의 사례는 시 또는 주 정부에 의한 조례 또는 선언을 통해서이다. 일부는 법적으로 음란한 성격의 영화이며 그러한 소재에 대해 특정 법률(즉, 아동 포르노)의 적용을 받는 것으로 밝혀진 사례이다. 그러한 발견은 일반적으로 그러한 판결을 내리는 법원의 관할 구역에서만 법적 구속력을 갖는다.

영화협회 로고

미국의 기성 영화 산업은 1920년대 후반에 연방 검열 기관의 형성 가능성을 막기 위해 영화 제작 강령이라고 불리는 자기 검열을 시작했다. 1968년, 제작 강령은 MPAA 영화 등급 시스템에 의해 대체되었다. 등급 시스템은 다섯 개의 범주로 나뉘고 각각 정의가 있다. 그것들은 G(일반 관객; 모든 연령 인정), PG(부모 지도 제안; 일부 자료는 어린이에게 적합하지 않을 수 있다), PG-13(부모에게 강하게 경고됨; 일부 자료는 13세 미만의 어린이에게 부적절할 수 있다), R(제한됨; 17세 미만의 부모 또는 성인 보호자가 동반해야 함), NC-17(17세 미만의 누구도 허용되지 않음)이다. 그것은 1968년 잭 발렌티에 의해 만들어졌다. 영화 등급을 제공하는 것 외에도, MPAA는 또한 의회에 로비를 하고, 미국 영화 산업의 국제적인 홍보와 불법 복제 방지에 도움을 준다.

## 약력

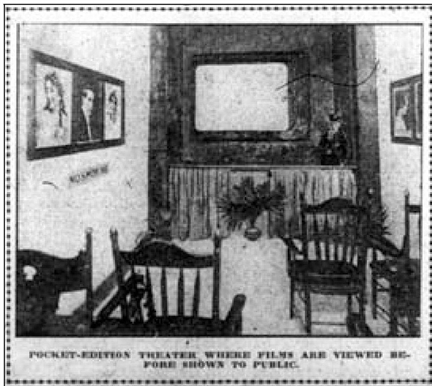
개인 상영실

영화의 내용과 표현을 통제하는 영화 검열은 그것이 존재해온 만큼 영화 산업의 한 부분이었다. 현재 사회의 활동가들은 수정헌법 제1조에 의거한 영화 산업의 권리를 계속해서 넓혀서 예술이 일정한 한도로 제한되도록 하고 있다. 사실, 영국은 1912년에 영화 검열을 설립했고 미국은 10년 후에 그 뒤를 이었다. 영화 산업을 검열하는 다른 초기의 노력들은 1922년의 헤이스 법전과 1930년의 영화 제작 법전을 포함한다.

## 같이 보기
- 삭제된 장면
- 재편집된 영화
- 촬영 허가
- 금지된 비디오 게임 목록
- 자기검열

## 추가 읽기
- 금지된 영화: Dawn Sova의 125개 영화 검열 역사ISBN 0-8160-4336-1
- 순수의 가면 뒤에: 성, 폭력, 범죄: 침묵 시대의 사회 양심 영화, Kevin Brownlow 저, 2판. (캘리포니아 버클리: 캘리포니아 대학 출판부, 1992). 1930년 이전 미국의 영화 검열에 대한 상당한 정보를 포함하고 있으며 금지된 무성 영화에 대해 매우 자세히 논의한다.
- Nora Gilbert의 "말하지 않는 것이 더 좋다: 빅토리아 시대 소설, 헤이즈 코드 영화 및 검열의 이점". (스탠포드, 캘리포니아: 스탠포드 대학 출판부, 2013)ISBN 978-0804784207
- 화면의 자유: 영화 검열에 대한 법적 도전 - Laura Wittern-Keller 저(Lexington: University Press of Kentucky, 2008).
- 영화 침묵: 전 세계 영화 검열 ( Daniel Biltereyst 및 Roel Vande Winkel 편집, Palgrave/Macmillan, 2013).
- Vicente, A. (2018년 12월 16일). 50 años de cine X y de lucha contra la censura [X 영화의 50년과 검열에 맞서 싸우다]. 엘 파이스, p. 30, Cultura (2018년 12월 16일에 확인함)